# بلاتو (پیروت)
بلاتو (به صربی: Blato) یک منطقهٔ مسکونی در صربستان است که در پیروت واقع شده‌است. بلاتو ۶۳۰ نفر جمعیت دارد.